# Todd McKee
Todd McKee (Kentfield, 7 novembre 1963) è un attore statunitense.
L'attore californiano è noto soprattutto per aver interpretato Ted Capwell nella soap opera Santa Barbara (1984-1989) e anche Jake McLaine nella soap opera Beautiful (1990-1992).
McKee ha al suo attivo diverse apparizioni in serie televisive, come Melrose Place, Models Inc., Ultime dal cielo e molte altre.

## Filmografia parziale

### Televisione
- Santa Barbara - soap opera, 613 episodi (1984-1989)
- Beautiful - soap opera, 246 episodi (1996-2019)
- Melrose Place - serie TV, episodio 5x17 (1997)
- CSI - Scena del crimine (CSI: Crime Scene Investigation) - serie TV, episodio 1x23 (2001)

## Doppiatori italiani
Nelle versioni in italiano delle opere in cui ha recitato, Todd McKee è stato doppiato da:
- Guido Cavalleri in Santa Barbara
- Massimiliano Manfredi in Beautiful (1^ voce)
- Fabio Boccanera in Beautiful (2^ voce)
- Massimo Bitossi in Beautiful (3^ voce)
- Davide Capone in Beautiful (4^ voce)
- Vittorio Guerrieri in CSI - Scena del crimine